# Хюбберс, Рюдигер
Рюдигер Хюбберс-Люкинг (англ. Rüdiger Hübbers-Lüking; род. 3 сентября 1965, Тёнисфорст, земля Северный Рейн-Вестфалия) — немецкий спортсмен слалом каноист.

## Спортивные достижения
Рюдигер Хюбберс принимал участие в соревнованиях по гребле на байдарках и каноэ с 1990-х годов.
Завоевал бронзовую медаль в дисциплине С-2 (командный зачёт) на чемпионате мира по гребному слалому, организованном Международной федерацией каноэ в 1995 году в Ноттингеме. Завоевал золотую медаль в дисциплине С-2 (командный зачёт) в 1996 году на чемпионате Европы в Аугсбурге.
На летних Олимпийских играх 1992 в Барселоне занял 14-е место в дисциплине С-2. 
Его партнёром на протяжении всей его активной спортивной карьеры был Удо Рауман.